# Museu Agrícola da Estónia

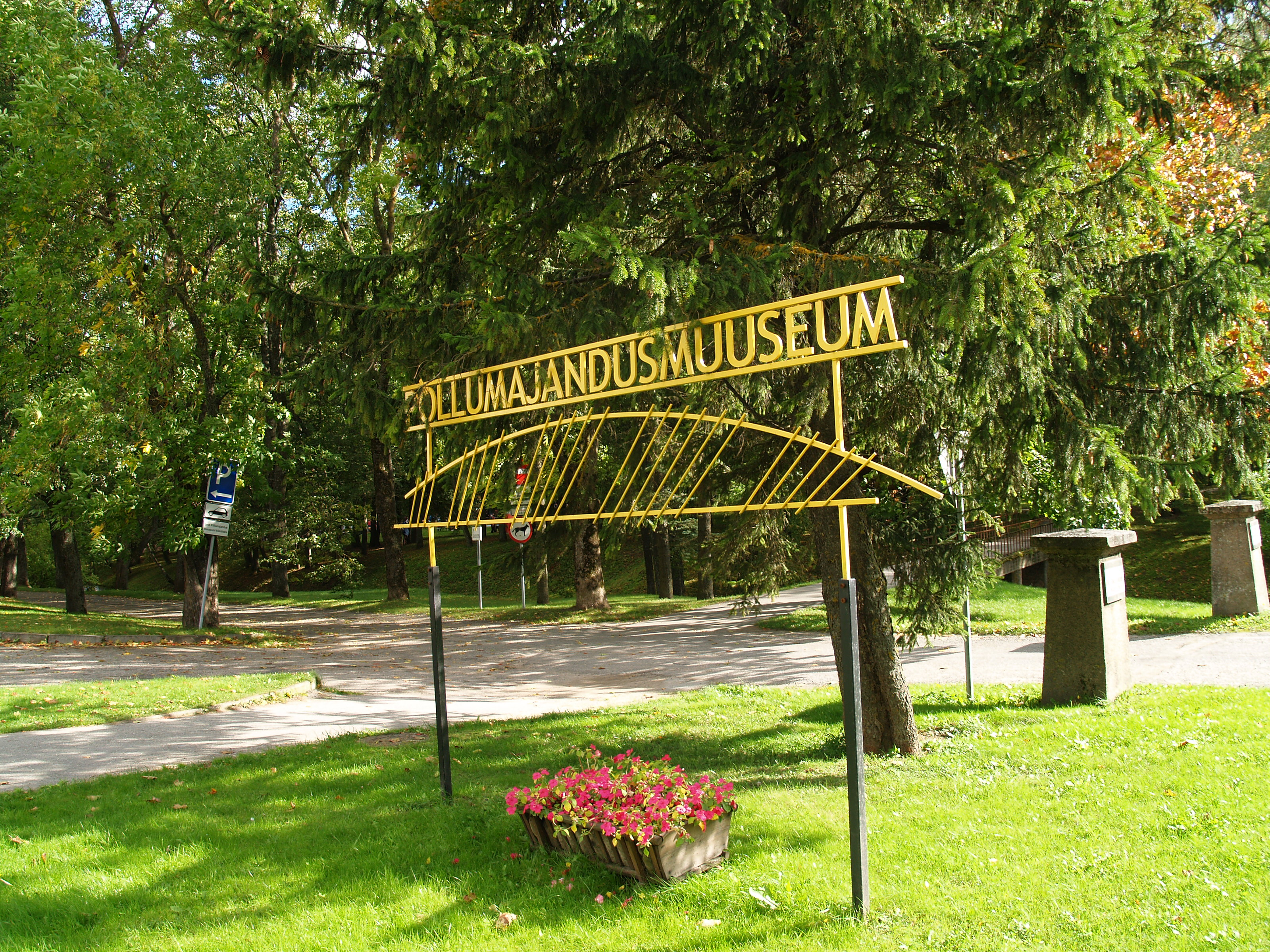
Aqui começa o museu

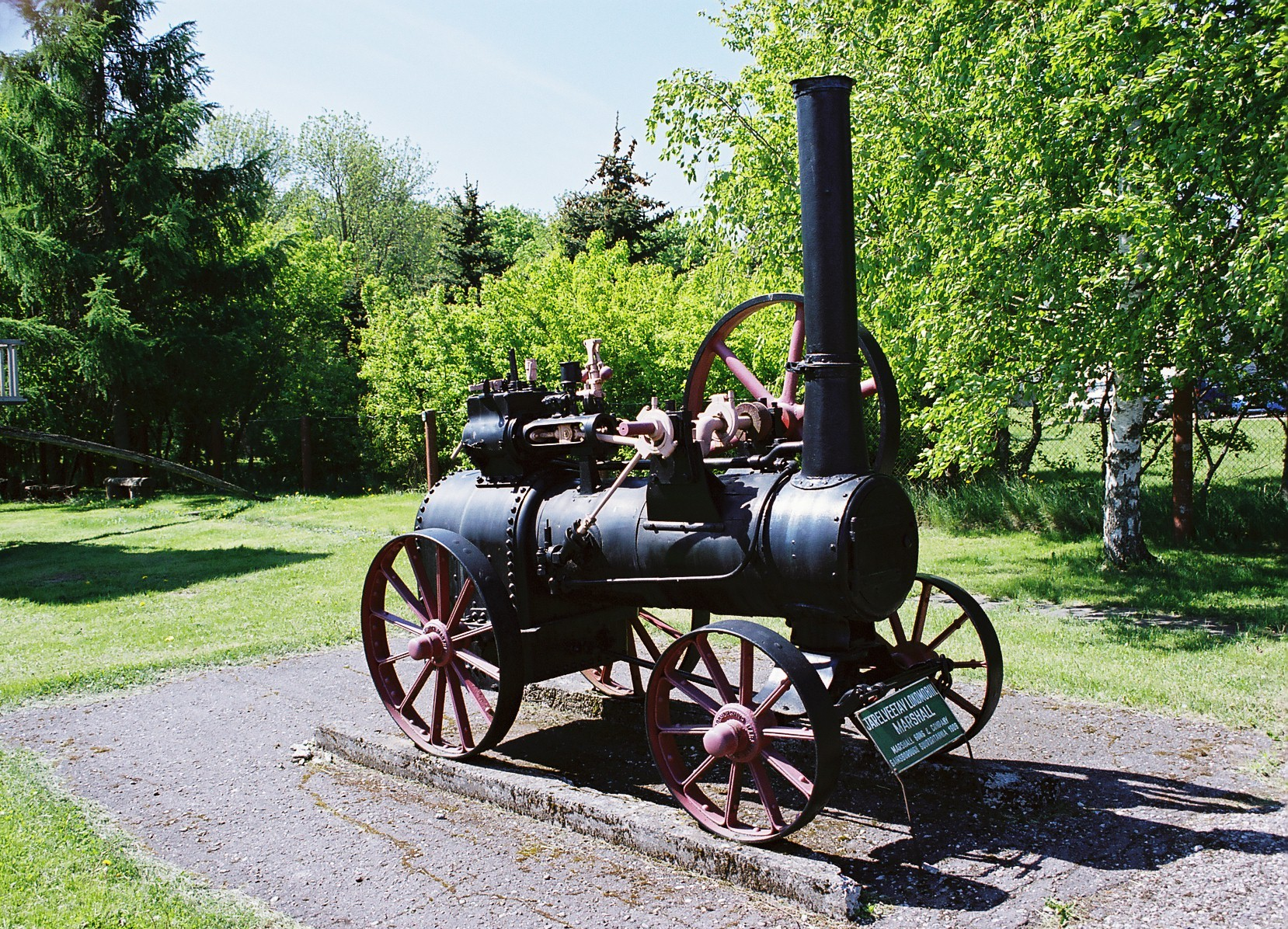
Antiga máquina agrícola

O Museu Agrícola da Estónia (em estoniano:  Eesti Põllumajandusmuuseum) é um museu agrícola em Ülenurme, no condado de Tartu, na Estónia. O museu exibe a herança rural da Estónia, incluindo tradições culinárias. O museu também possui a maior coleção de locomotivas e motores a vapor pré-Segunda Guerra Mundial na Estónia.